# James Johnstone, 2. Marquess of Annandale

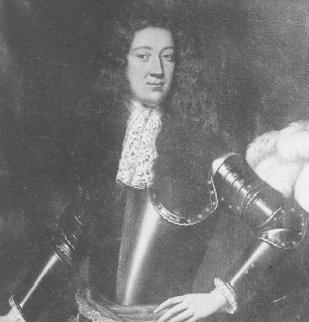
Dieses Porträt zeigt wahrscheinlich den 2. Marquess of Annandale, obwohl es möglicherweise auch sein Vater sein kann.

James Johnstone, 2. Marquess of Annandale (* um 1687/1688; † 10. Februar 1730 in Neapel) war ein schottischer Adliger.
Er war der älteste Sohn von William Johnstone, 1. Marquess of Annandale, und seiner ersten Ehefrau Sophia Fairholm. Beim Tod seines Vaters 1721 erbte er dessen Titel, einschließlich der erblichen Ämter des Steward of Annandale und Keeper of Lochmaben Palace.
1708 wurde er als Abgeordneter (M.P.) für das County Dumfries ins House of Commons gewählt, durfte dieses Amt aber nicht antreten, da er Erbe (heir apparent) eines Peers war. Er verbrachte die meiste Zeit seines Lebens in Italien, wo er eine große Kunstsammlung und Antiquitäten ansammelte.
Er war unverheiratet und kinderlos, seine jüngeren Brüder John († 1694) und William († 1721) starben vor ihm, ohne Nachkommen zu hinterlassen. Vor diesem Hintergrund versuchte er 1726 seine Halbbrüder George († 1792) und John († 1742) aus der zweiten Ehe seines Vaters mit Charlotte van Lore van den Bempdé vom Erbe seiner Adelstitel und seines Grundbesitzes auszuschließen. An ihrer Stelle sollten vorrangig seine Schwester Henrietta, Countess of Hopetoun und ihre Nachkommen erbberechtigt sein. Dieser Versuch war nur zum Teil erfolgreich. Als er 1730 in Italien, im Alter von 42 Jahren, an Schwindsucht verstarb, gingen nur seine schottischen Ländereien und seine Kunstsammlung an Henrietta, während seine Adelstitel (welche nicht legitim übertragen werden konnten, so wie er es beabsichtigte) an seinen Halbbruder George übergingen, der somit 3. Marquess of Annandale wurde. Sein Leichnam wurde aus Italien überführt und in der Westminster Abbey beigesetzt. Sein Porträt hängt heute im Hopetoun House nahe Edinburgh.